# Duplek község
Duplek község (szlovén nyelven Občina Duplek) Szlovénia 212 alapfokú közigazgatási egységének, azaz községének egyike a Podravska statisztikai régióban. A község Maribortól 10 km-re délkeletre fekszik, a Dráva bal partján, a Slovenske gorice hegység északnyugati peremén. Adminisztratív központja Spodnji Duplek település. A község a történelmi szlovén Stájerország (Štajersko) régió része. 

## A községhez tartozó települések
A községhez Spodnji Duplek székhelyen kívül a következő települések tartoznak:
- Ciglence
- Dvorjane
- Jablance
- Spodnja Korena
- Vurberk
- Zgornja Korena
- Zgornji Duplek
- Žikarce
- Zimica

## Népesség
| Lakosok száma | 6502 | 6580 | 6704 | 6716 | 6757 | 6755 | 6777 | 6822 | 6955 | 6978 |
|               | 2008 | 2009 | 2011 | 2012 | 2013 | 2015 | 2016 | 2017 | 2019 | 2020 |